# Алоис Брандщетер
Алоис Брандщетер (на немски: Alois Brandstetter) е австрийски писател, автор на романи, разкази и есета.

## Биография
Алоис Брандщетер е роден през 1938 г. в общността Айхмюл, Горна Австрия. Завършва основно училище и през 1949 г. постъпва в епископския семинар за момчета „Kollegium Petrinum“ в Линц. След изключването му през 1951 г., се записва в гимназията на Велс, където през 1957 г. полага матура.
От 1957 до 1961 г. Брандщетер следва германистика и история във Виенския университет и през 1962 г. завършва с докторат върху местните диалекти.
От 1962 г. е научен асистент за старогерманистика и езикознание в Университета на Саарланд в Саарбрюкен. Хабилитира се през 1970 г. с труд „Рецепцията на дворцовия епос в ранновисоконемския прозаичен роман“. През 1971 г. е избран за професор в Университета на Саарланд, а през зимния семестър на 1971/72 г. е гостуващ професор в университета на Залцбург.
През 1974 г. Брандщетер е поканен за професор по Стара немска литература и език в университета на Клагенфурт, където остава до пенсионирането си през 2007 г.

## Творчество
Алоис Брандщетер започва писателската си дейност сравнително късно, но след удостояването му с високи австрийски литературни награди бързо става известен.
Стилът му се характеризира с игрословици, пластичен език и детайлно изобразяване на личните теми и спомени.

### Романи, проза
- Gewissenserforschung, 1969
- Über Untermieter, 1970
- Prosaauflösung – Studien zur Rezeption der höfischen Epik im frühneuhochdeutschen Prosaroman, 1971
- Stille Größe, 1971
- Überwindung der Blitzangst, Prosatexte, 1971
- Ausfälle – Natur- und Kunstgeschichten, 1972
- Zu Lasten der Briefträger, Roman, 1974, 2004
- Der Leumund des Löwen – Geschichten von großen Tieren und Menschen, 1976
- Die Abtei, Roman, 1977
- Vom Schnee der vergangenen Jahre – Winter- und Weihnachtsgeschichten, 1979, 2009
- Von den Halbschuhen der Flachländer und der Majestät der Alpen, Frühe Prosa, 1980
- Die Mühle, Roman, 1981
- Über den grünen Klee der Kindheit, 1982
- Altenehrung, Roman, 1983
- Die Burg, Roman, 1986
- Landessäure – Starke Stücke und schöne Geschichten, 1986
- Kleine Menschenkunde, 1987
- So wahr ich Feuerbach heiße, Roman, 1988
- Romulus und Wörthersee. Ein poetisches Wörterbuch, 1989
- Vom Manne aus Eicha, Roman, 1991
- Vom HörenSagen – Eine poetische Akustik, 1992
- Almträume. Eine Erzählung, 1993
- Hier kocht der Wirt, Roman, 1995
- Schönschreiben, 1997
- Groß in Fahrt, Roman, 1998
- Meine besten Geschichten, 1999
- Die Zärtlichkeit des Eisenkeils, Roman, 2000
- Der geborene Gärtner, Roman, 2005
- Ein Vandale ist kein Hunne, Roman, 2007
- Cant läßt grüßen, Roman, 2009
- Zur Entlastung der Briefträger, Roman, 2011
- Kummer ade!, Roman, 2013
- Aluigis Abbild, Roman, 2015
- Lebenszeichen, 2018

### Издания
- Tristan und Isolde: Prosaroman. Nach dem ältesten Druck aus Augsburg vom Jahre 1484, versehen mit den Lesarten des 2. Augsburger Druckes aus dem Jahre 1498 und eines Wormser Druckes unbekannten Datums, 1966
- Daheim ist daheim. Neue Heimatgeschichten, 1973
- Österreichische Erzählungen des 20. Jahrhunderts, 1984
- Der Ort, an dem wir uns befinden. Ungarische Erzähler der Gegenwart, Hrsg. zusammen mit György Sebestyén, 1985
- Österreichische Erzählungen des 19. Jahrhunderts, 1986
- Advent, Advent. Geschichten zur Vorweihnachtszeit, 1988
- Heiteres aus Österreich. Von Artmann bis Zeemann, 1994

## Награди и отличия
- 1973: Förderpreis für Literatur des Landes Oberösterreich
- 1975: Förderpreis für Literatur des Landes Kärnten
- 1980: „Културна награда на провинция Горна Австрия“ (за литература)
- 1981: Preis für die beste deutsche Kurzgeschichte beim Internationalen Literaturkolloquium Arnsberg
- 1983: Rauriser Bürgerpreis
- 1984: „Награда Вилхелм Раабе“ на град Брауншвайг
- 1991: Kulturpreis des Landes Kärnten für Literatur
- 1994: Heinrich-Gleißner-Preis der ÖVP Oberösterreich
- 2001: Österreichisches Ehrenkreuz für Wissenschaft und Kunst I. Klasse
- 2005: „Награда Адалберт Щифтер“
- 2008: Goldenes Ehrenzeichen des Landes Oberösterreich
- 2009: Großes Goldenes Ehrenzeichen des Landes Kärnten
- 2018: „Награда Франц Теодор Чокор“
- 2018: Großes Silbernes Ehrenzeichen für Verdienste um die Republik Österreich
- 2018: Goldene Medaille der Landeshauptstadt Klagenfurt